# Kostel svatého Jana (Řezno)
Kolegiátní kostel sv. Jana v Řezně je duchovním centrem Kolegiátní nadace sv. Jana, která byla založena v roce 1127. Je zasvěcen dvěma svatým: Janu Křtiteli (den památky 24. června) a Janu Evangelistovi (den památky 27. prosince). Kostel se nachází v bezprostřední blízkosti dómu svatého Petra, mezi náměstím Domplatz na jihu a Biskupským dvorem na severu.

## Historie
V místech dnešního kostela byla původně budova, kterou již nelze přesně lokalizovat a která sloužila jako baptisterium tehdejší řezenské katedrály. Původně otonská stavba byla později zbourána, aby se řezenský chrám mohl rozšířit na západ. Již v polovině 11. století zde nebyl křestní kostel, ale podle popisu města možná farní kostel. Velké městské požáry v Řezně v letech 1152 a 1176 pak pravděpodobně nezasáhly jen katedrálu, ale také kostel sv. Jana. Kolem roku 1220 bylo obnoveno atrium mezi kostelem a katedrálou; v biskupské kryptě pod katedrálou je z této stavby patrný zachovalý volný sloup a několik nástěnných pilířů. Ještě ve 13. a 14. století bylo ke kostelu sv. Jana přistavěno několik bočních kaplí.
Ve druhé polovině 13. století byla zahájena stavba nové katedrály svatého Petra. Když ve 14. století kolegiátní kostel překážel dalšímu rozšíření západního průčelí katedrály, byla roku 1380 dohodnuta jeho demolice výměnou za stavbu nové budovy s pěti oltáři; gotická stavba kolegiátního kostela pak byla pravděpodobně z větší části dokončena v roce 1381 a byla již na místě nynějšího kostela. Jednalo se o dvoulodní sálový kostel s plochým stropem, jehož jižní loď v horním patře obsahovala klášterní archiv a kapitulní síň. K severní lodi byl připojen jednolodní presbytář. K severní straně kostela přiléhá mohutná čtvercová věž; ta byla v roce 1628 opatřena hodinami, které jsou stále funkční.
Pod tehdejším chórem byla kolem roku 1630 vybudována krypta. Kolegiátní kostel byl v té době obklopen nízkými obchodními budovami a spojen se severní věží katedrály zdí, která existovala až do 20. století. Kolem roku 1730 dostal kolegiátní kostel nové varhany, jejichž barokní skříň se dochovala.
Radikální barokní přestavbou prošel kostel v letech 1766 až 1769, kdy byly obě lodě spojeny do velké haly s plochým stropem, který vyzdobil bavorský dvorní malíř Johann Nepomuk Schöpf třemi nástropními freskami. Západní průčelí bylo řešeno symetricky, avšak ještě bez ornamentálního štítu. Původně gotický chór byl oddělen zdí a rozdělen na dvě podlaží s mezipatrem.
V průběhu celkové rekonstrukce bylo částečně obnoveno i vybavení. Obraz Ježíšova křtu pro nový hlavní oltář pochází rovněž od Schöpfa a byl vytvořen v roce 1769.
V letech 1874 až 1878 probíhala další rekonstrukce exteriéru i interiéru, během které vytvořil mimo jiné řezenský tesař Johann Kohlhaupt nový hlavní oltář v novorenesančním stylu podle návrhu landshutského sochaře Paula Weisse. V roce 1882 dostal kostel nové varhany od Johanna Antona Breila.
Dne 24. června 1887 vypukl na severním biskupském dvoře požár, který se rychle rozšířil i na kolegiátní kostel a z velké části zničil i výsledky nedávno dokončené rekonstrukce. Vyhořela věž, byla zničena střešní konstrukce, plochý strop a poškozeny varhany. V důsledku toho se v souvislosti s dalšími demoličními opatřeními na jižním katedrálním náměstí dokonce uvažovalo o demolici kolegiálního kostela, což mělo umožnit i lepší výhled na západní průčelí katedrály svatého Petra s nedávno dokončenými věžemi. Nakonec ale došlo k rekonstrukci, při níž např. věž byla obnovena podle původního stavu, ale interiér kostela byl upraven neobarokně. Na západním průčelí vznikl ornamentální štít se sochou Jana Křtitele. Kolegiátní kostel byl znovu vysvěcen 23. června 1890.
Další rekonstrukce byla provedena v letech 1926 až 1931. Byl opraven exteriér i interiér, instalováno topení a restaurováno všech šest oltářů. Další renovace interiéru proběhla v letech 1957 až 1959, exteriér byl renovován v roce 1975.
V roce 1992 byla do lucerny věže instalována zvonkohra s 84 melodiemi, která od té doby zní čtyřikrát denně. V roce 1996 byla provedena další rekonstrukce, při níž byl inovován i barevný vzhled interiéru.

## Popis
Západní průčelí člení rustikované nárožní pilastry, uprostřed je kamenný portál, rovněž orámovaný rustikovanými pilastrovými pásy a korunovaný prohnutým volutovým štítem, v němž je erb papeže Urbana III. (ten vzal v roce 1186 pod svou ochranu tehdejší augustiniánské kanovníky). Po stranách portálu jsou malá oválná okna a nad každým z nich je větší obdélné obloukově uzavřené okno. Nad římsou je ornamentální štít, který byl přistavěn v 19. století a je orámován dvěma obelisky. V edikulovitém výklenku uprostřed štítu je socha Jana Křtitele z dunajského vápence, kterou vytvořil v roce 1889 sochař Friedrich Preckel.
Jižní fasáda je mnohem jednodušší; je na ní patrná struktura stavby kostela v pěti polích a třístranný chórový uzávěr. V jednotlivých polích oddělených pilastrovými pásy jsou obdélníková obloukově uzavřená okna. Ve středním poli je jižní kamenný portál orámovaný dvěma pilastry a uzavřený štítem, na kterém je erb kolegiátního kláštera sv. Jana. K severní straně závěru chóru je připojeno křídlo sakristie, další přístavek je na východím konci chóru.
Severně od sakristie se tyčí gotická věž, která byla po požáru v roce 1887 z velké části přestavěna do podoby ze 14. století. Věž je z hrubého zdiva z lomového kamene a má čtvercový půdorys o délce hrany asi sedm metrů. Na střeše tvaru komolého jehlanu je lucerna s věžovou koulí. Mezi chrámovou lodí, věží a sousední budovou je malé vnitřní nádvoří se zachovalým gotickým zdivem z lomového kamene na severní stěně kostela.
Vnitřek kostela je jednolodní sál, od přestavby na konci 19. století překlenutý plochou valenou klenbou, jejíž uzávěry spočívají na volutových konzolách na plochých pilastrech. Klenba je rozdělena na pole jednoduchými štukovými rámy, které byly pravděpodobně původně určeny k výmalbě. Do západní části lodi je na dvou pilířích vložena varhanní galerie. Je zde i přístup do krypty, která od roku 1769 sloužila kanovníkům jako pohřebiště.
Na severní straně sakristie je několik schodů vedoucích do dřívější gotické sakristie, která byla postavena spolu s gotickým kolegiátním kostelem v poslední čtvrtině 14. století. Gotická žebrová klenba má svorníky se čtyřlistými rozetami a listy břečťanu a z velké části se dochovala v původní podobě.

## Zajímavosti
Na severní vnější zdi kostela je od roku 1995 umístěna trojjazyčná pamětní deska připomínající křest čtrnácti českých knížat, ke kterému došlo v tehdejším babtisteriu 13. ledna 845, jak je doloženo ve Fuldských letopisech.

## Galerie

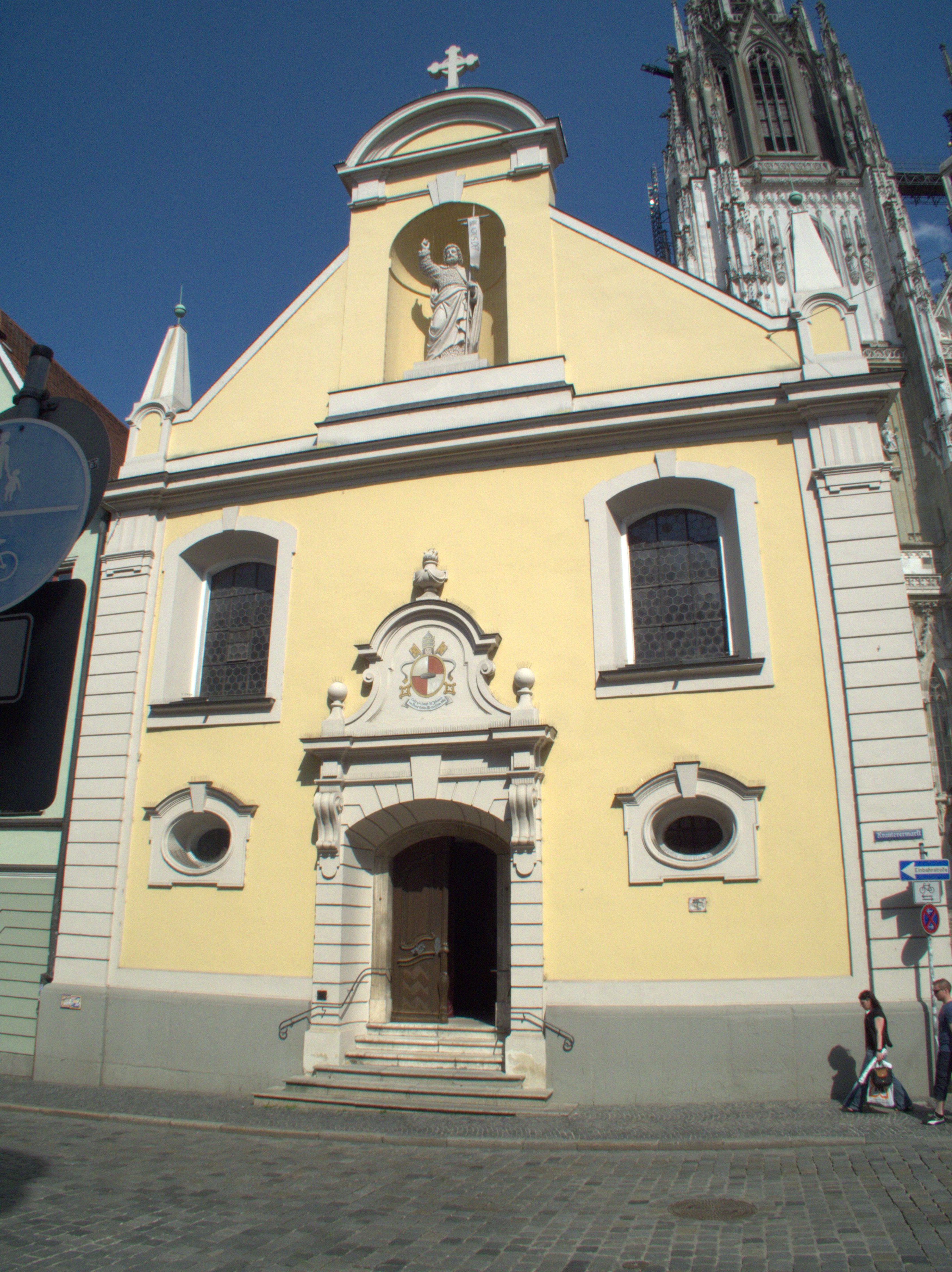
Západní průčelí
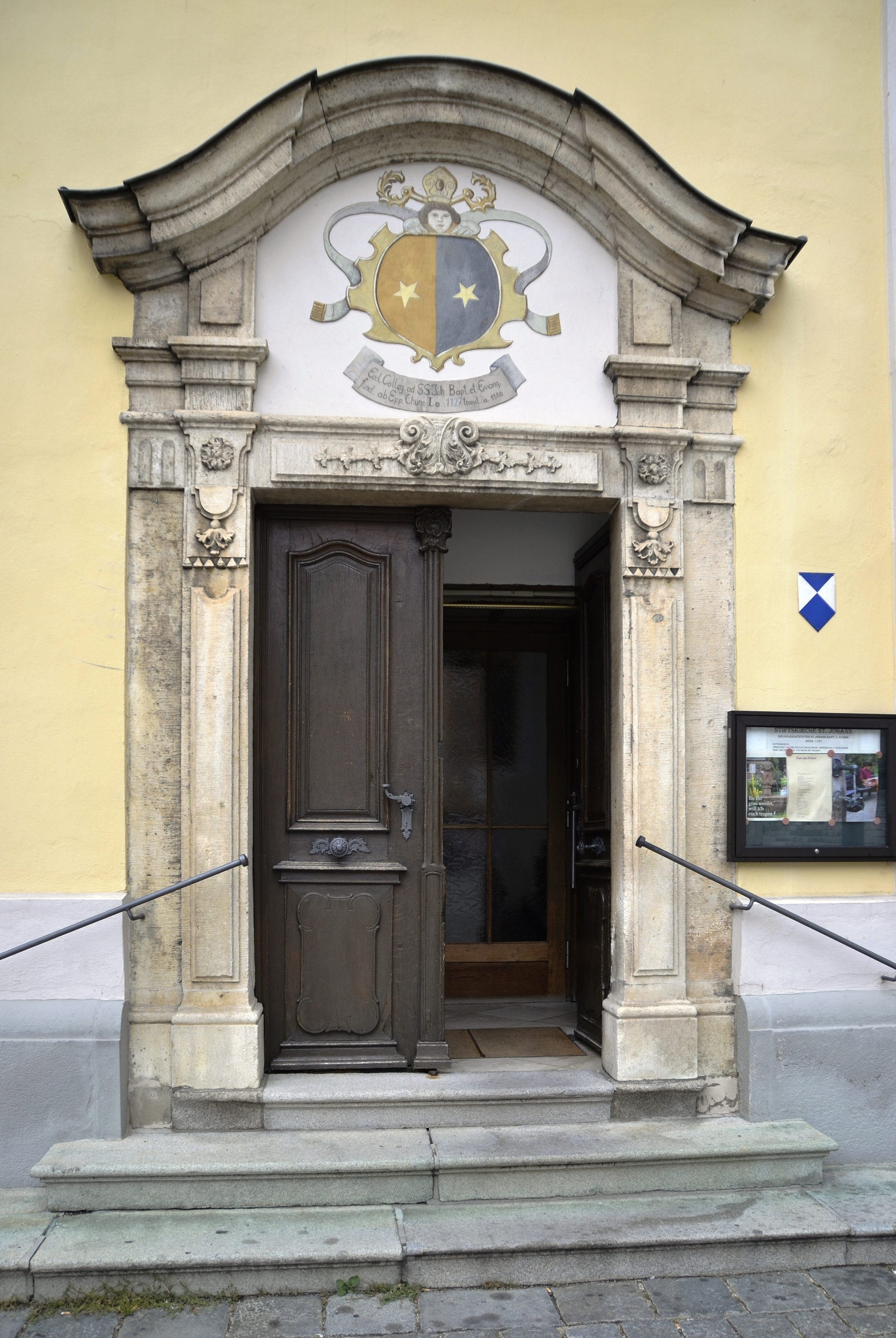
Jižní vstupní portál
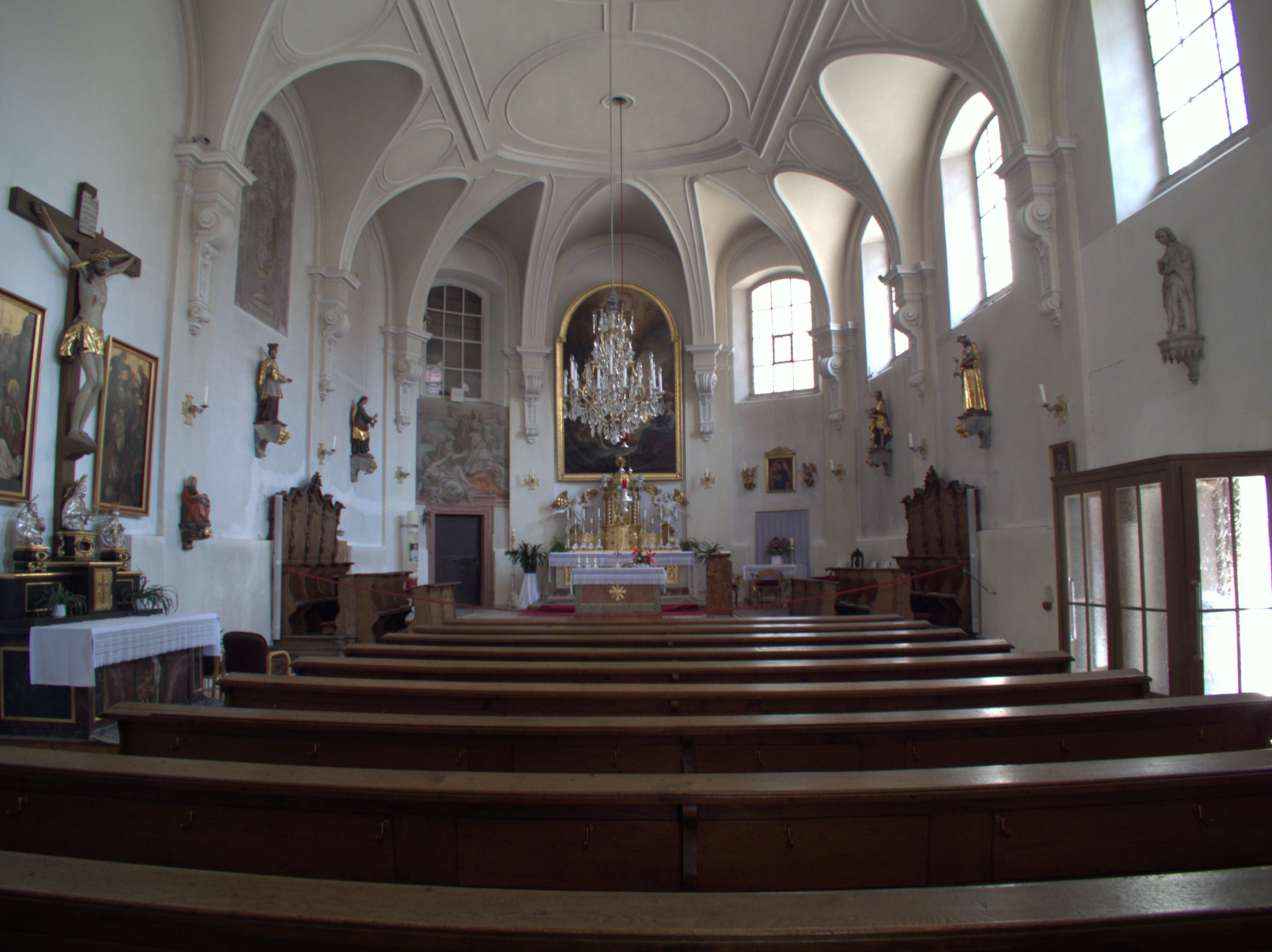
Interiér
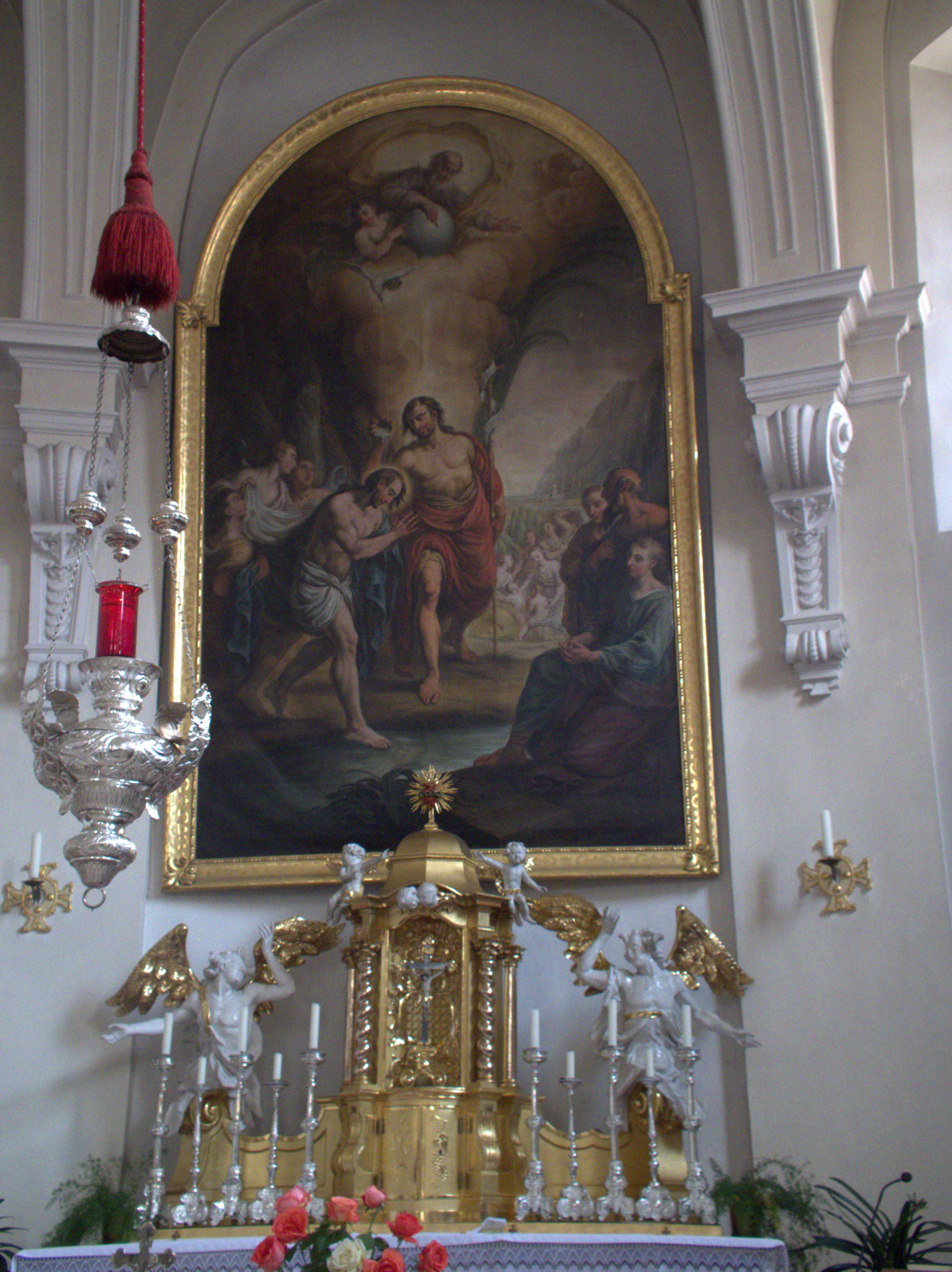
Hlavní oltář
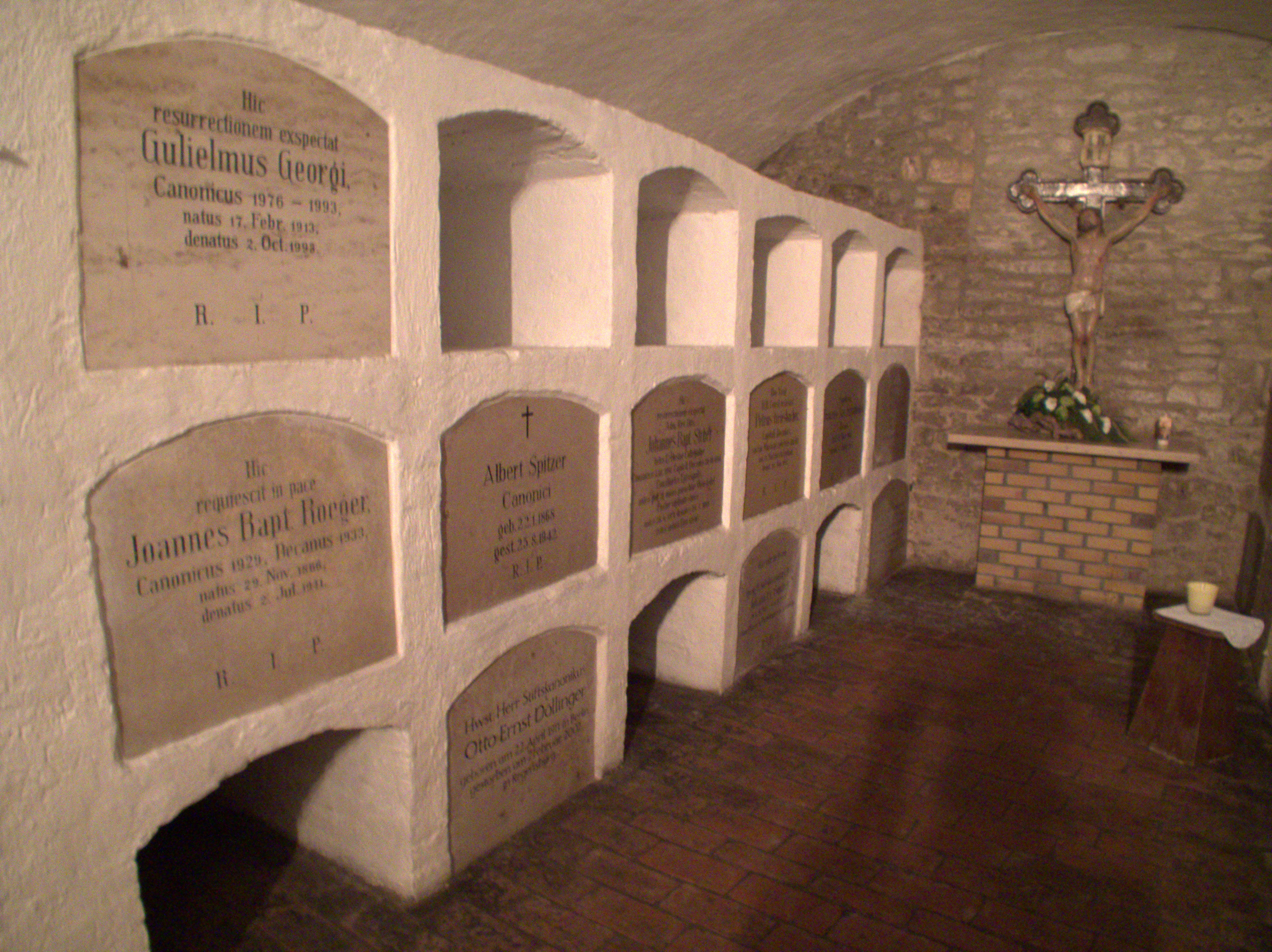
Krypta
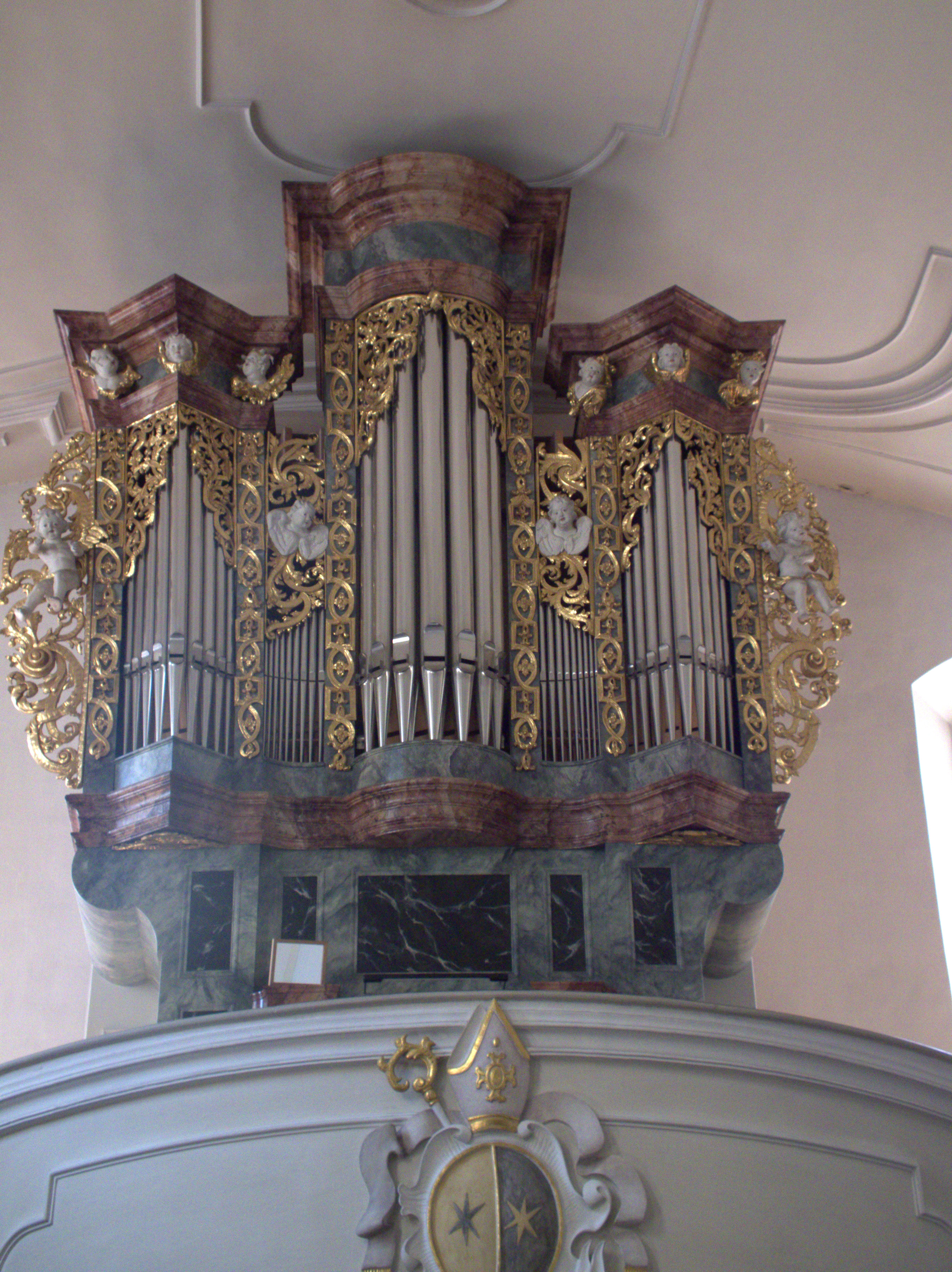
Varhany
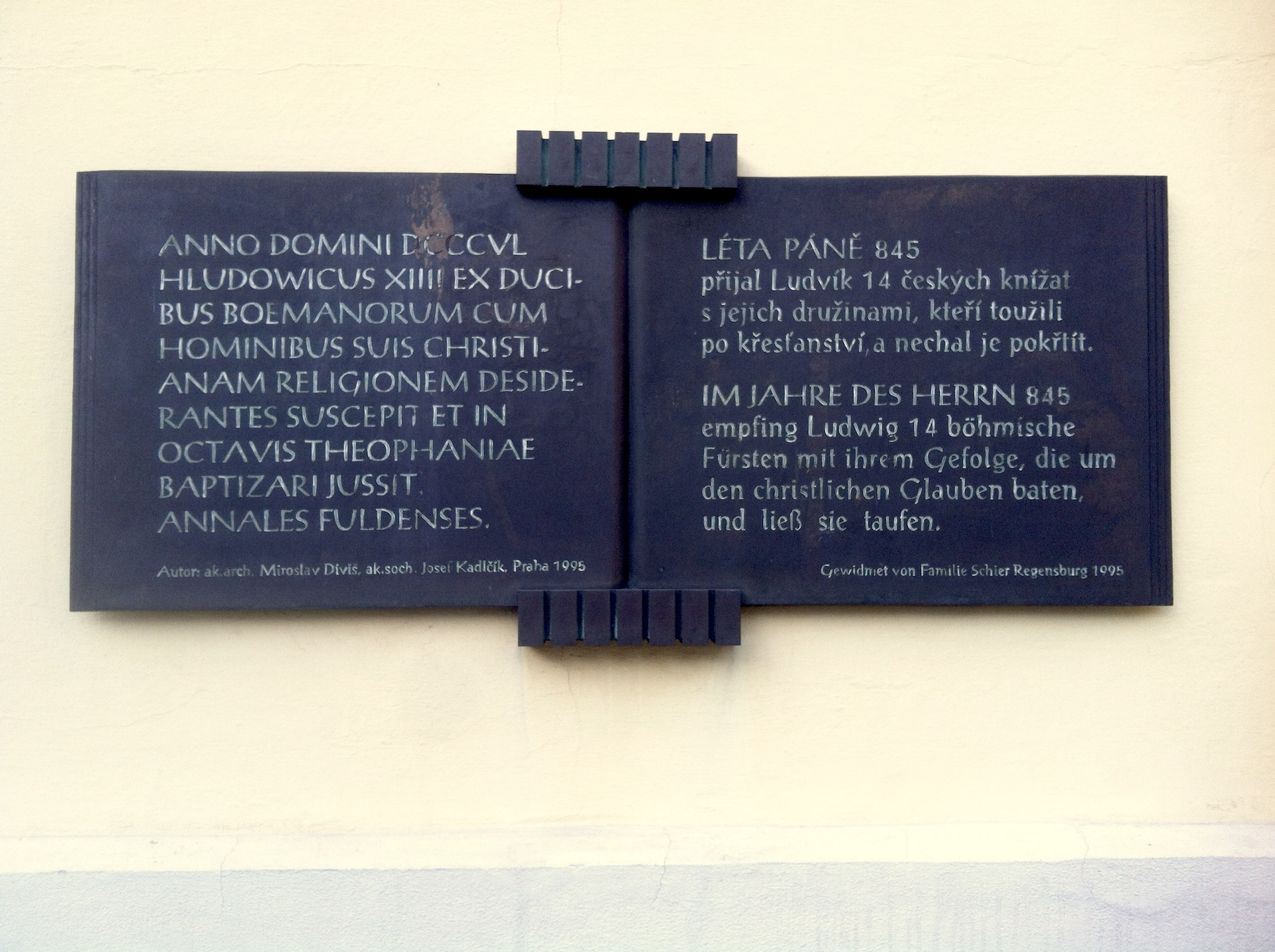
Pamětní deska připomínající křest 14 českých knížat